# Grappler Baki
Grappler Baki (グ ラ ッ プ ラ ー 刃 牙, Gurappurā Baki), o conegut simplement com a Baki, és un manga escrit i il·lustrat per Keisuke Itagaki. Es va publicar originalment a la Weekly Shōnen Champion des de 1991 fins al 1999 en 42 volums de tankōbon. Té dues seqüeles; Baki (バ キ, oficialment romanitzat com a "Nou Grappler Baki: En busca de l'heroi més fort"), que va ser publicat del 1999 a 2005 i recollit en 31 volums, i Baki Hanma (範馬 刃 牙, oficialment romanitzat com a "Baki: Fill de l'orge"), que va ser publicat entre 2005 a 2012 i recollit en 37 volums. Una tercera seqüela, Baki-Do (刃 牙 道, oficialment romanitzat com a "Baki: El camí"), va començar la seva publicació el 20 de març de 2014.
El 18 de desembre de 2018, es va estrenar una adaptació a escala mundial de 26 capítols en format anime produït per Netflix. La segona temporada, que consta de 13 episodis, es va llançar mundialment per Netflix el 4 de juny de 2020. El seu tema principal d'obertura s'interpreta per Granrodeo i el tema final per Ena Fujita.
A AnimeJapan de 2024, Netflix va anunciar un anime crossover amb Kengan Ashura, titulat Baki Hanma vs. Kengan Ashura, que es va estrenar el 6 de juny del mateix any amb subtítols en català.

## Argument
Baki és criat per la seva mare rica i obsessiva, Emi Akezawa, qui també paga el seu entrenament amb l'esperança que pugui ser un gran lluitador com el seu pare. Sobre el començament de la sèrie, Baki supera l'entrenament tradicional d'arts marcials i pretén seguir el camí de la formació del seu pare, trobant-se amb grans adversaris durant el camí. Ocasionalment, Baki es baralla amb el seu pare i és derrotat per aquest sense dilació.
Després de la baralla, Baki viatja al voltant del món per continuar el seu entrenament. 2 anys després, es creua en el seu camí una lliga de lluites clandestines, on baralla contra alguns dels lluitadors més poderosos de tots els estils d'arts marcials. És aquí on realment comença a perfeccionar les seves habilitats d'arts marcials.

## Videojocs
Hi ha hagut diversos videojocs basats en la sèrie. Un joc de lluita desenvolupat per Takara Tomy es va llançar per a PlayStation 2 com a Grappler Baki: Baki Saikyō Retsuden (グ ラ ッ プ ラ ー 刃 牙 バ キ 最強 列 伝, Gurappurā Baki - Baki Saikyō Retsuden) al Japó el 2000 i com a Fighting Fury al Regne Unit durant el 2003.